# ضاغط متردد

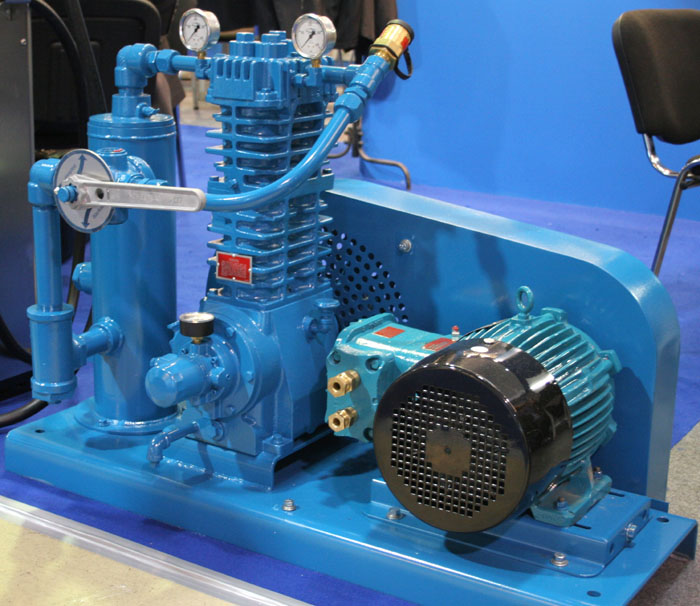

الضاغط المتردد Reciprocating Compressor أو الترددي يستخدم المكبس (البستون)ويحرك بواسطة العمود المرفقي بضغط عالي. مدخل الهواء يؤدي إلى المشعب الماص، ثم تتجه إلى إسطوانة الضغط حيث تنضغط بواسطة مكبس يقاد بحركة مترددة خلال العمود المرفقي ثم بعد ذلك تفرغ.
بالإمكان تصنيف الضاغط المتردد إلى عدة أنواع وتطبيقات متعددة. بالأساس هو يستخدم بالمصانع كتكرير النفط وخطوط الغاز ومصانع الكيماويات ومصانع الغاز الطبيعي والتبريد. وأيضا تعبئة القناني البلاستيكية المصنوعة من مادة بولي إثيلين تيرفتالات Polyethylene Terephthalate.